# Fotovoltaica integrada en edificis

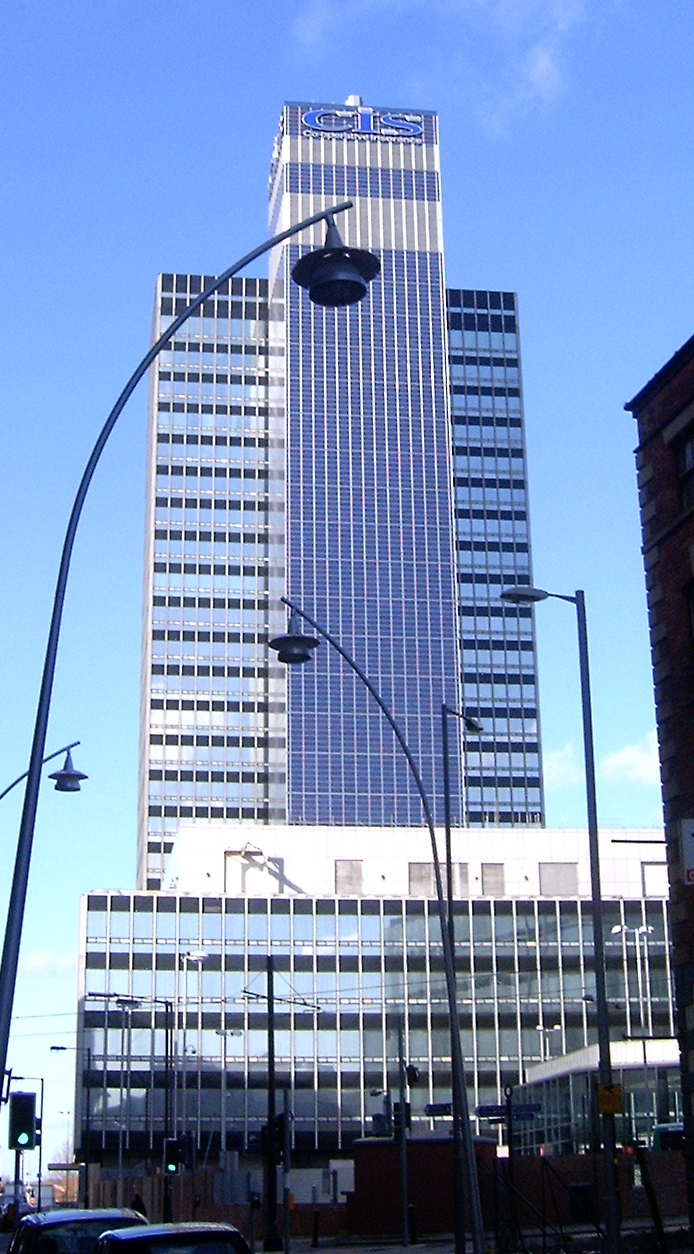
L'edifici Torre CIS a Manchester, Anglaterra va ser revestit amb panells fotovoltaics al novembre de 2005 quan va començar a subministrar electricitat a la xarxa nacional de Gran Bretanya.

L'energia solar fotovoltaica integrada en edificis (en anglès coneguda com a Building Integrated Photovoltaics o per l'acrònim BIPV) consisteix en la utilització de mòduls fotovoltaics que literalment formen part de l'estructura d'un edifici en substitució de materials de construcció convencionals com a cobertures de sostres, lluernes, claraboies o façanes.
Els mòduls fotovoltaics estan cada vegada més incorporats des de les etapes inicials en el disseny i la construcció de nous edificis com la seva font principal d'electricitat o per a estalvi d'energia, encara que els edificis existents poden ser ampliats amb una tecnologia similar.
Un avantatge de la incorporació de sistemes fotovoltaics inicialment integrats és que el cost final pot ser compensat per la reducció de la despesa en materials de construcció convencionals i estalvi del muntatge que normalment s'utilitzen per construir la part de l'edifici que substitueixen els mòduls BIPV. Aquests avantatges permeten que la fotovoltaica BIPV sigui un dels segments de la indústria fotovoltaica que augmenta més ràpidament.
Una expressió diferent en anglès és building-applied photovoltaics o BAPV que es refereix als sistemes fotovoltaics que suposen una adaptació d'unitats integrades a l'edifici una vegada completada la construcció.
La majoria de les instal·lacions integrades en edificis són en realitat BAPV. Alguns fabricants i constructors diferencien la nova construcció BIPV de BAPV.

## Mòduls transparents
En general, se solen usar mòduls transparents.
Els mòduls utilitzats per a integració fotovoltaica poden ser tant de silici amorf com de cristal·lí (poli cristal·lí o mono cristal·lí) i admeten diversos graus de transparència.

## Galeria

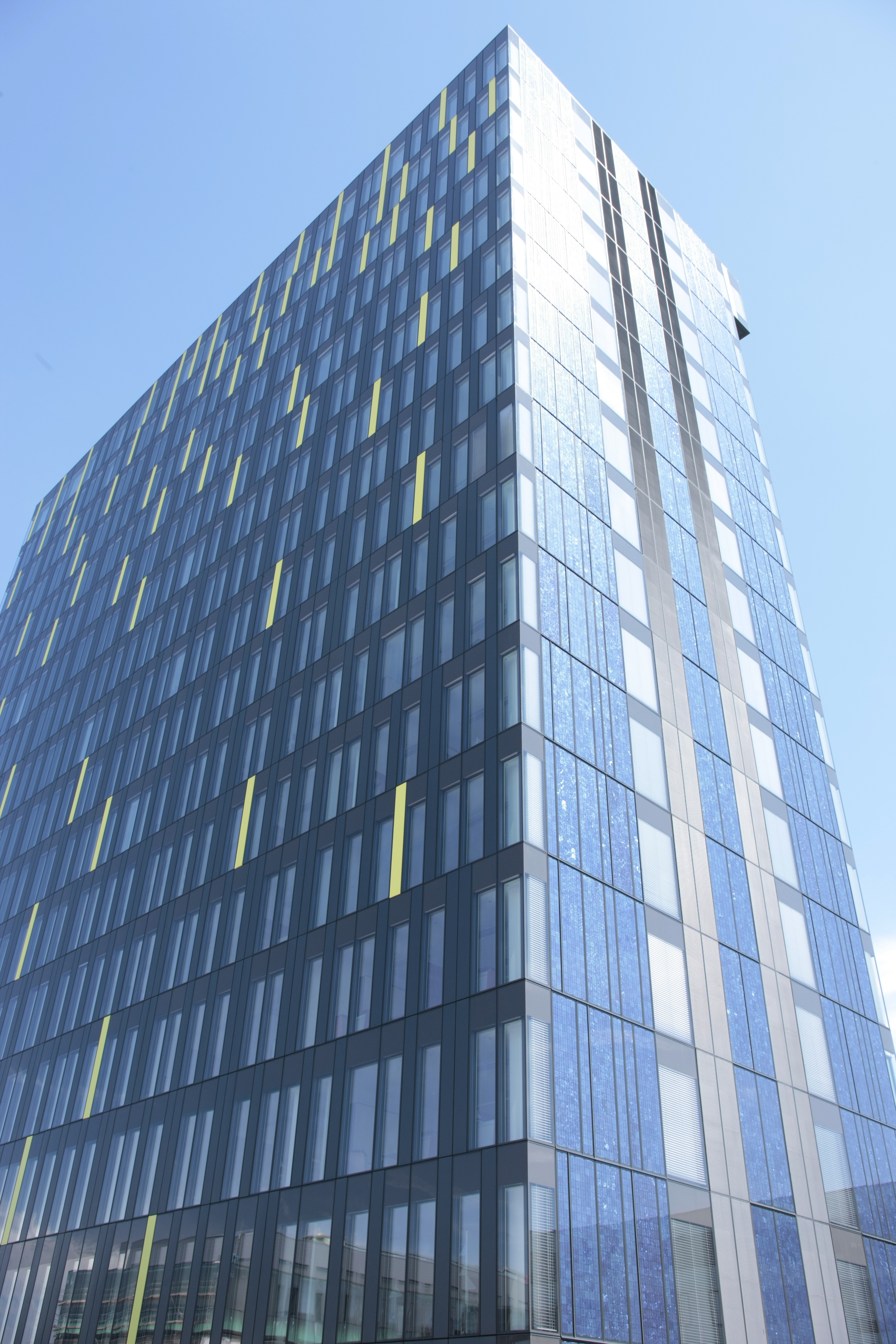
Façana de la Power Tower, edifici eficient a la ciutat de Linz (Àustria). La cara sud de l'edifici està equipada amb panells solars fotovoltaics integrats en la façana.
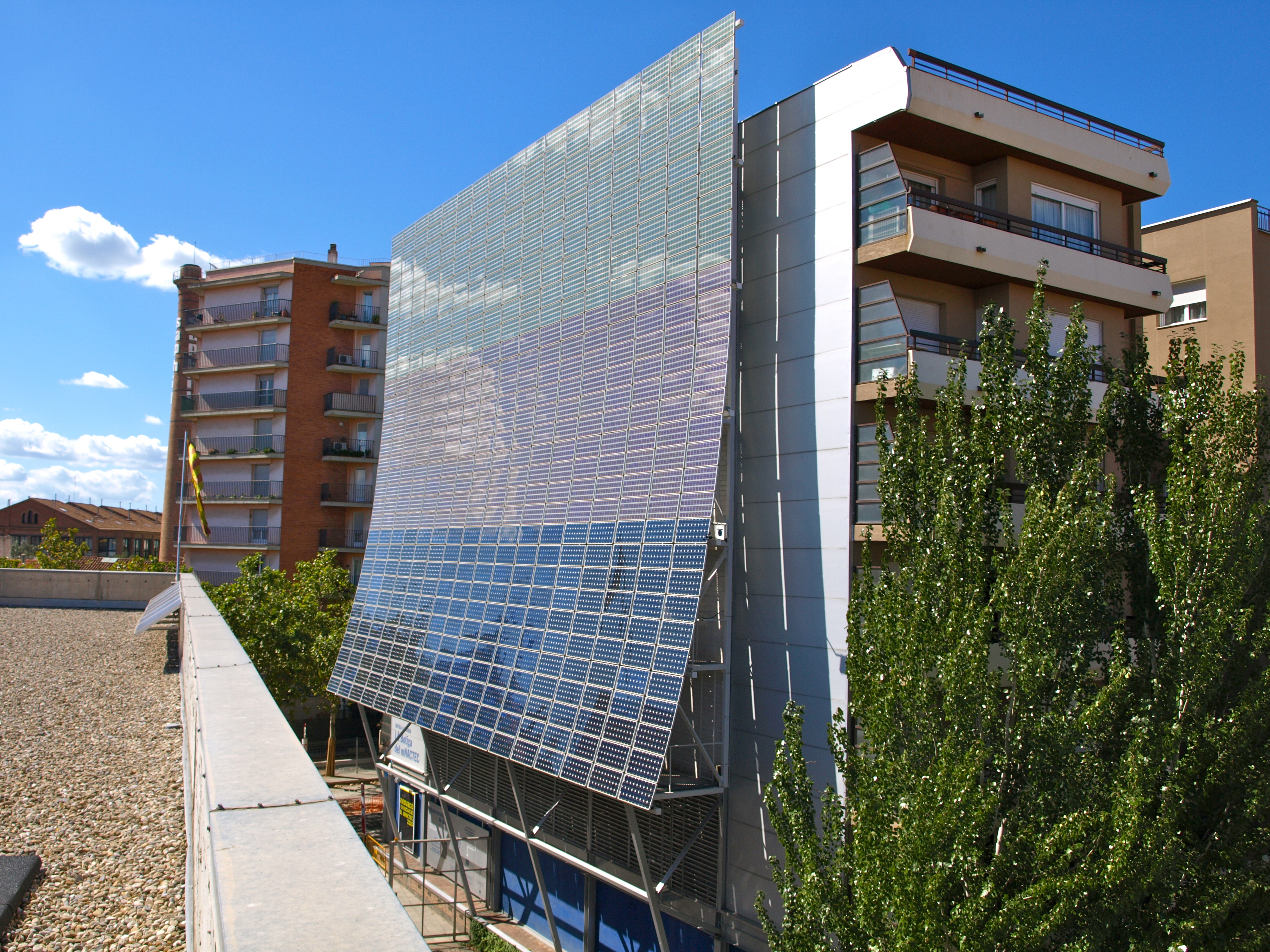
Façana fotovoltaica a l'edifici MNACTEC (Terrassa, Espanya).
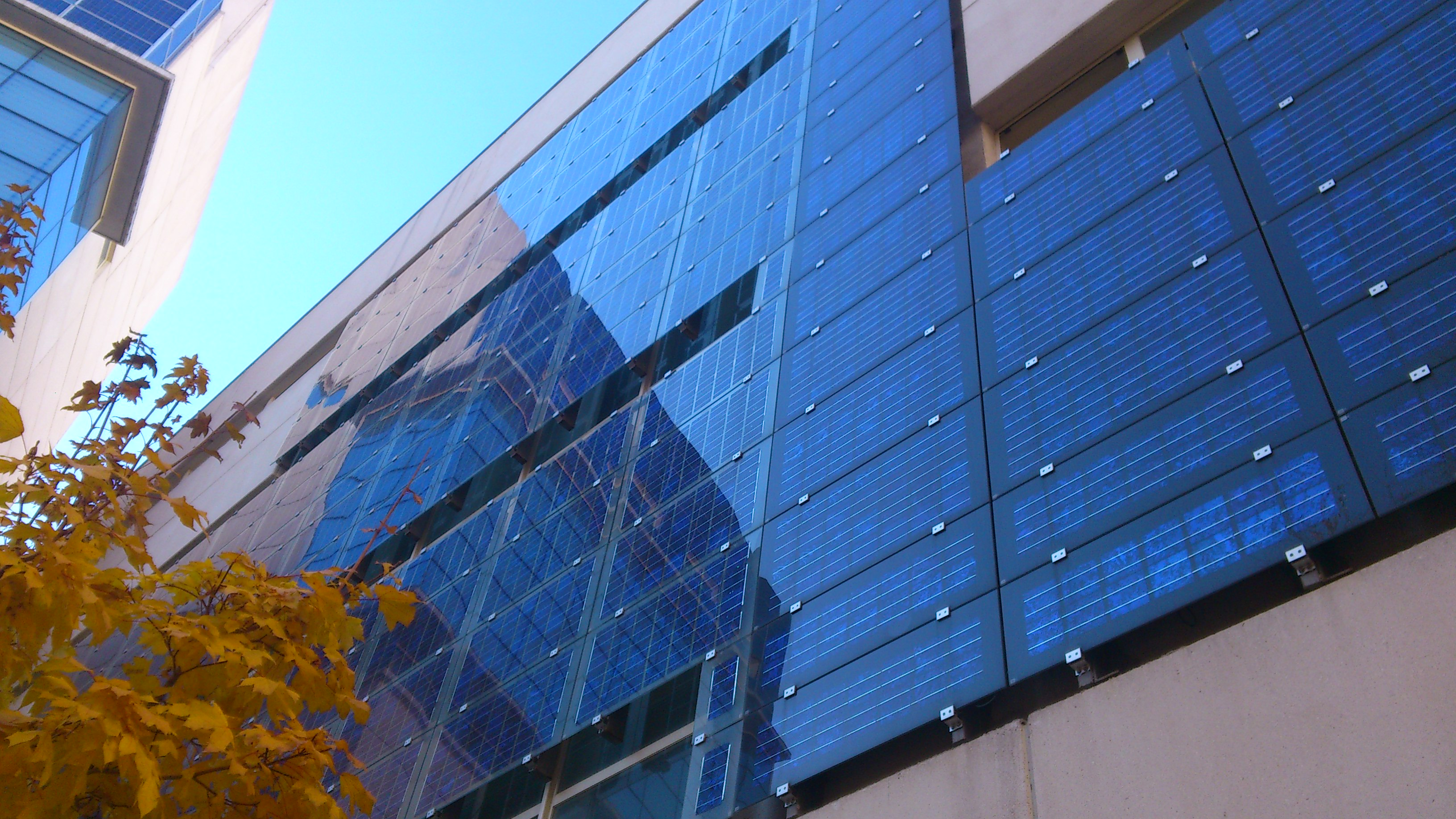
Façana fotovoltaica situada al Centre de Serveis Socials José Vila-real, edifici municipal de Madrid (Espanya).
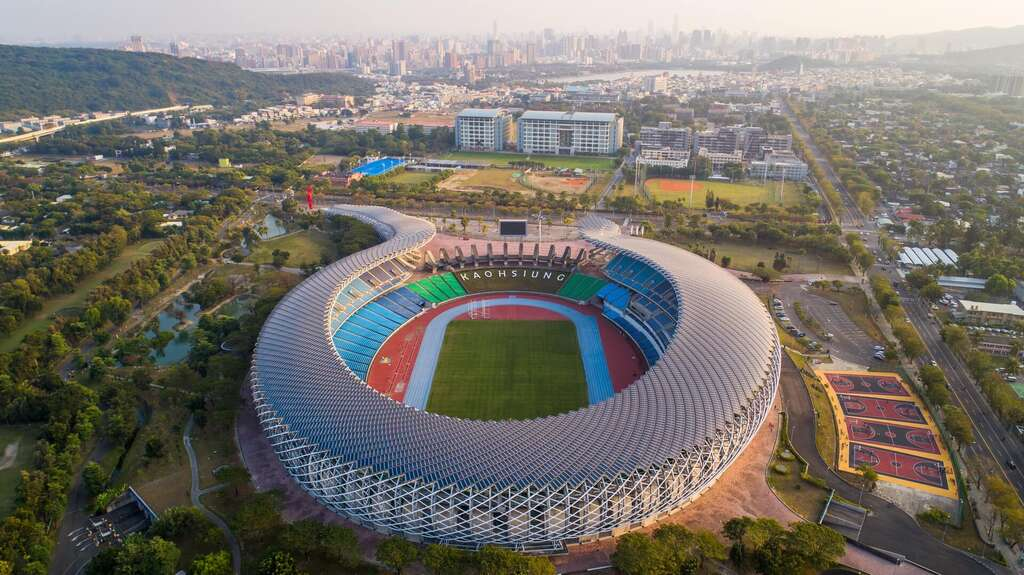
Coberta fotovoltaica en l'Estadi Nacional de Kaohsiung, seu dels Jocs Mundials de 2009 (World Games 2009) en Kaohsiung (Taiwan).
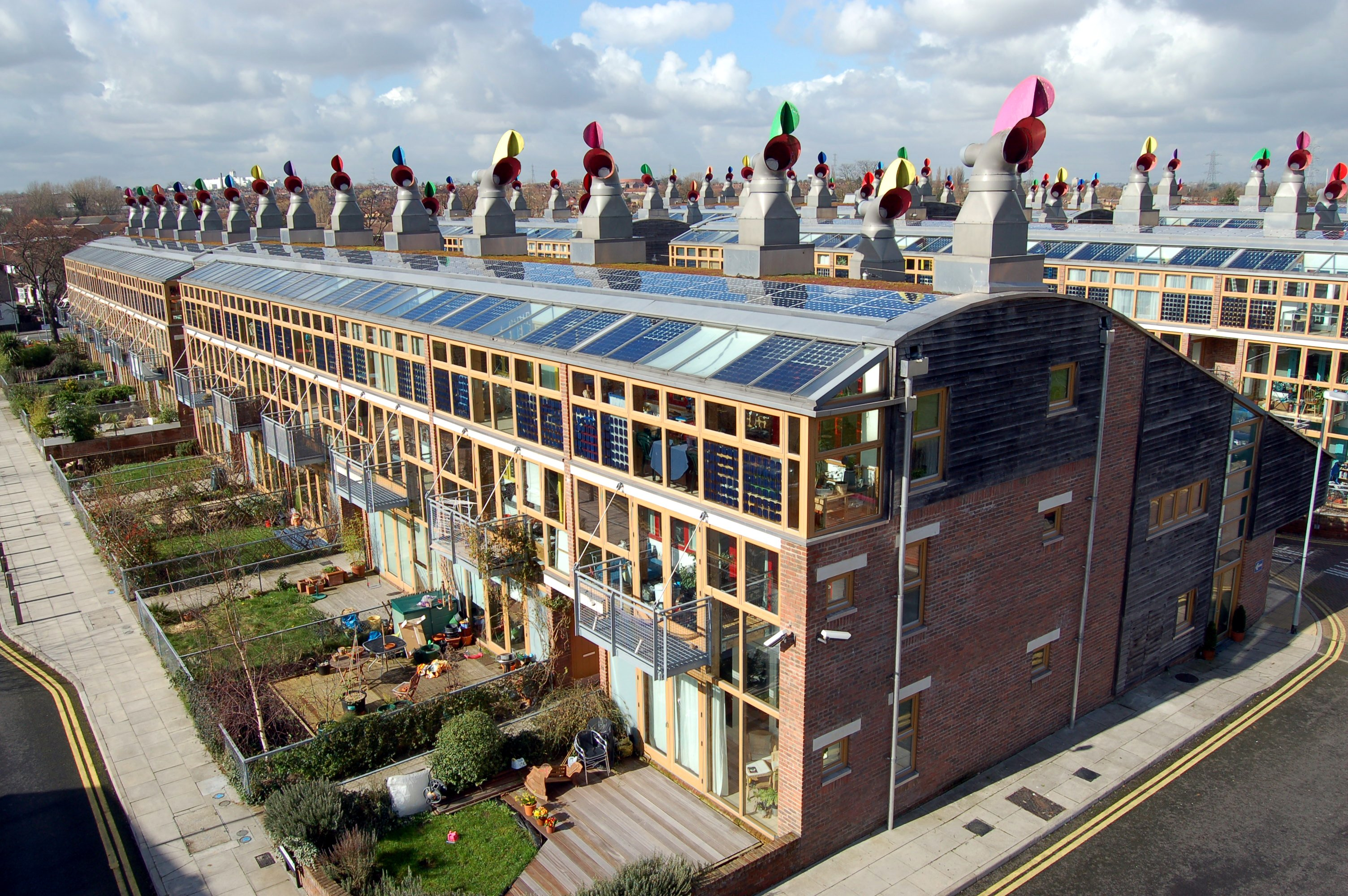
Edificis dotats de panells solars fotovoltaics, en el marc del projecte Beddington Zero Energy Development (BedZED) en Sutton (Londres, Regne Unit).
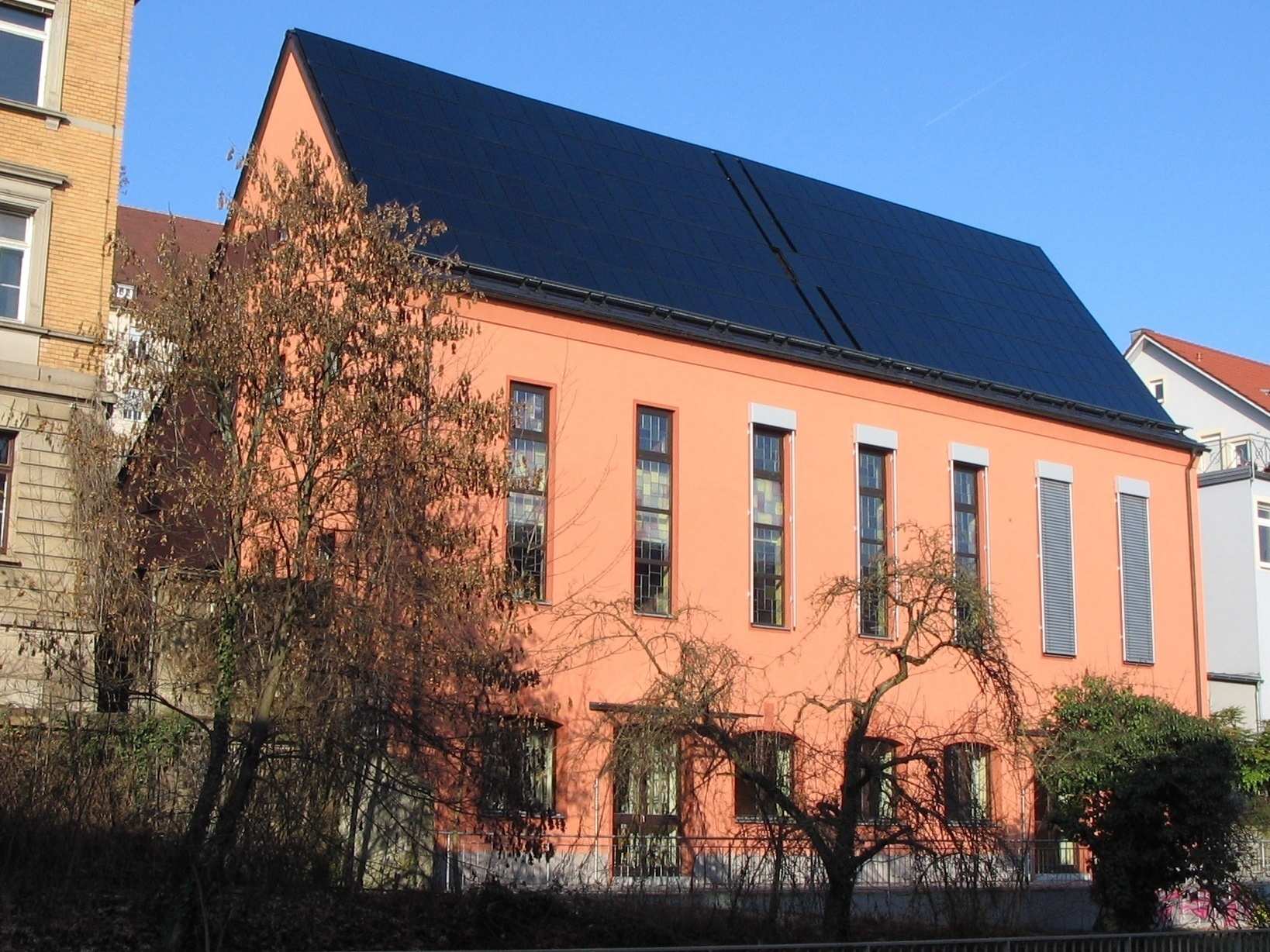
Panells solars integrats en la teulada d'un habitatge a Alemanya.